# Vlastimil Dlab (matematik)
Vlastimil Dlab (* 5. srpna 1932 Bzí) je český matematik, žijící v Kanadě. Jako matematik a přednášející pracoval v Československé akademii věd a na Carletonově univerzitě v Ottavě.

## Životopis
Narodil se 5. srpna 1932 v obci Bzí. Absolvoval Matematicko-fyzikální fakultu Univerzity Karlovy. Od roku 1956 krátce pracoval na Československé akademii věd. Na Matematicko-fyzikální fakultě se postupně vypracoval na místo docenta. V letech 1954–1964 pracoval na univerzitě v súdánském Chartúmu. V roce 1964 se na rok vrátil na Matematicko-fyzikální fakultu Univerzity Karlovy a od roku 1965 do roku 1968 působil na vysoké škole Institute of Advanced Studies v australské Canberře. V roce 1968 při návratu do Československa se dozvěděl o invazi vojsk Varšavské smlouvy do Československa, a tak v Londýně změnil názor a odcestoval do Kanady, kde přijal nabídku Carletonské univerzity v Ottavě, kde pracoval až do odchodu do penze v roce 1997.
V letech 1971–1974 na Carltonově univerzitě vybudoval a vedl moderní katedru matematiky, jež ziskala celosvětový vliv na algebru, pravděpodobnost a statistiku. Do Československa se vrátil v době, kdy se chtěl setkat se svým smrtelně nemocným otcem. Komunistický režim nežádal o milost, raději zaplatil několik tisíc dolarů, aby se vyplatil. Na Matematicko-fyzikální fakultě Univerzity Karlovy přednášel těsně před sametovou revolucí, profesoru zde získal roku 1992.

## Akademičtí spolupracovníci a funkce
Během života v Kanadě byl také šéfredaktorem časopisů a vedoucím mnoha dalších institucí souvisejících s matematikou. V roce 1977 byl jmenován členem kanadské akademie věd The Royal Society of Canada. Studoval jako postdoktorální student českého matematika Eduarda Čecha a naopak vychoval nové studenty. Spoluautorem mnoha z Dlabových nejcitovanějších děl o algebře byl německý matematik Claus Michael Ringel.

## Filosofie výuky matematiky
V posledních desetiletích se intenzivně zabýval způsoby, jak zlepšit výuku matematiky na školách nižších stupňů. Zdůrazňoval důležitost kvalitních učitelů a stal se poměrně často tázanou autoritou, která je skeptická vůči novým metodám, například metodám Milana Hejného.